# François Marie Renet
Pour les articles homonymes, voir Renet.
François Marie Renet est un homme politique français né le 18 août 1780 à Paris et décédé le 14 avril 1853 à Bercy (Seine).
Négociant en vins à Bercy, il est député de la Seine de 1831 à 1834, siégeant dans la majorité soutenant les ministères de la Monarchie de Juillet.

## Sources
- « François Marie Renet », dans Adolphe Robert et Gaston Cougny, Dictionnaire des parlementaires français, Edgar Bourloton, 1889-1891 [détail de l’édition]